# Melissano
Melissano är en ort och kommun i provinsen Lecce i regionen Apulien i Italien. Kommunen hade 7 129 invånare (2017).